# Costas procesales
Costas procesales, en Derecho procesal, son los gastos en que debe incurrir cada una de las partes involucradas en un juicio. Dentro de las mismas se incluyen los gastos inherentes al proceso: notificaciones, tasas y demás, así como, en ciertos casos, los gastos de asistencia letrada (coste del abogado y procurador). 
En algunos ordenamientos, los honorarios de los abogados y demás personas que han intervenido en el juicio (por ejemplo, procuradores y peritos), se denominan costas personales, en oposición a los gastos causados en la tramitación del proceso, llamadas costas procesales. Aunque ambos conceptos se engloban bajo el término general de costas.
Las costas procesales también son conocidas como los honorarios de los bufetes de abogados en procesos penales civiles y administrativos.

## Condena en costas
Es habitual que en muchos pleitos se solicite al juez que se condene a la contraparte a pagar las costas del juicio. A ello se le denomina técnicamente condena en costas. 
Normalmente, esto se concede en caso de que se aprecie que se litigó sin tener fundamento alguno o que incluso se inició el juicio de mala fe (con ánimo de causar un perjuicio, por el simple hecho de tener que ir a juicio, o por dilatar el procedimiento todo lo posible). Con ello, se pretende resarcir a la parte que actuó de buena fe, haciendo a la otra parte pagar todos los gastos de un proceso innecesario.
La tasación de costas es practicada por el letrado de la Administración de Justicia (antes, secretario judicial), funcionario público de un Cuerpo Superior Jurídico. Éste valora los honorarios y las partidas o derechos que deben de ser incluidas en la tasación, realizando de forma "soberana" la misma, excluyendo todas aquellas actuaciones que sean superfluas y por las que no se deba repercutir al condenado en costas. Debe realizarse una vez que la resolución final del proceso (sentencia o auto) sea firme. La tasación de costas practicada por el letrado de la Administración de Justicia (antes, secretario judicial), después de un exhaustivo examen del proceso, puede ser impugnada por haberse incluido honorarios, partidas y derechos "excesivos" o "indebidos", resolviendo finalmente el juez. 
Lo elemental en cuanto a la imposición de las costas procesales, es que se debe distinguir que las mismas no se refieren única y exclusivamente a los honorarios de abogados, por cuanto que las costas son el conjunto de los gastos judiciales suscitados en el proceso. Además no se debe obviar que esta imposición se da cuando la resolución que se dictare causa estado.-
Es decir, en el amplio sentido, costas son los gastos del juicio y eventualmente los honorarios que se fijaren por parte del magistrado interviniente.